# ザ・リンド&リンダース
ザ・リンド&リンダース（The Lind & Linders）は、1965年8月に結成されたグループ・サウンズのバンド。1967年2月に、シングル「ギター子守唄」でデビュー。1970年に解散。

## メンバー
- 加藤ヒロシ（ギター）
- 加賀テツヤ（1946年7月20日 - 2007年12月30日、ボーカル）
- 榊テルオ（ボーカル）
- 高木和来（1948年11月15日 - 2007年12月 、ギター、ボーカル）【1966年 - 1967年】脱退後、ザ・サニー・ファイブを結成。
- 迎修二（1949年12月20日 - 、ボーカル）【1966年 - 1967年】脱退後、ザ・サニー・ファイブを結成。
- 島明男（ドラムス）【1966年 - 1967年】高木と迎と共に脱退。
- 宇野山和夫（ベース）【1966年 - 1968年】『銀の鎖』まで在籍。
- 浜田藤丸（ドラムス）【1968年 - 1970年】『銀の鎖』から在籍。
- 堀こうじ（ギター）【1968年 - 1970年】『銀の鎖』から在籍。
- 毛利アキ（ベース）【1968年 - 1970年】『夕陽よいそげ』から在籍。
- 中将タカノリ（ボーカル）2025年の再結成の際に正式加入。

## 概要
1965年8月、当時ジャズバンドのギタリストをしていた加藤ヒロシが大阪の大手芸能プロ『ターゲットプロ』社長の古川益雄の「関西にもエレキバンドを…」の依頼に応えて結成した。
最初は、エレキバンド「ザ・リンド」として加藤ヒロシをリーダーとして4人でデビュー。その後、ボーカル3人を加え名前を『リンダース』とした。これにより演奏部門の「ザ・リンド」とヴォーカル部門の「リンダース」を統合して「ザ・リンド&リンダース」としてナンバ一番などのジャズ喫茶で活躍した。
レコードデビュー後にはMBSラジオ『MBSヤングタウン』やABCラジオ『エレキで滑ろうジャンボリーオンアイス』に…他テレビでは坂本スミ子の『スミ子と歌おう』にもレギュラー出演した。
また民放合同製作の大晦日放送の『ゆく年くる年』に1969年に出演し全国に放送された。
グループ名の由来は007の番外編とも言える映画『007/カジノ・ロワイヤル』公開以前にイアン・フレミングの原作を読んだリーダー・加藤ヒロシが劇中に登場する美女「リンダ」を気に入って付けたものである。
1967年2月ボーカルの加賀テツヤのソロ名義シングル「ギター子守唄」でフィリップスからレコードデビューした。
続いて同年3月にバンド名義で「燃えろサーキット」を発売したが2曲とも大きなヒットには結びつかず金銭的な問題や意見の対立などが生じて高木和来らは離脱し「ザ・サニー・ファイブ」を結成する。
その後、脱退したメンバーに代わり、浜田藤丸、堀こうじの2人を新メンバーに迎え、バンドを再興した上で本格GS路線のバンドとして再出発し、ラジオ･テレビ･ライブハウスで活躍…関西地区ではタイガースと並ぶ人気グループとなり『関西GSの雄』と称された。
1968年にはライバル視していたザ・スパイダースが味覚糖チョコハイディのCMに出演したことをうけ、ノーベル製菓アマンド・キッスのCMに出演…このCMが首都圏でも放送されたため全国的な知名度が上がり…ターゲットプロダクションも東京赤坂に事務所を設立…首都圏でも活躍の幅を広げることで1968年1月発売の第4弾シングル「銀の鎖」3月にはA面B面を入れ替えたバージョンの「恋にしびれて」もリリースされて…オリコンチャート42位のスマッシュヒットとなった。
この一連のリリースの後、3月いっぱいでベースの宇野山和夫が脱退し、代わって毛利アキが加入した。
同年5月発売の第5弾シングル「夕陽よいそげ」はオリコンチャート51位でそこそこヒットした。
しかしその後はヒットに恵まれず、GSブームの衰退と共にグループの人気も下降線を辿り、アルバムの発売は1枚もないまま解散した。
解散の時期に関しては加藤ヒロシが脱退した1969年とされることが多いが、その後も加賀テツヤを中心に1970年まで活動し日本万国博覧会のステージに出演するなどしている。
2005年に加賀、榊、宇野山、浜田、堀の5人による｢加賀テツヤとリンド&リンダース｣名義で再結成。しかし2007年に加賀が死去…その後浜田藤丸も死去してからは限定的な活動にとどまっている。
2008年、加賀テツヤの追悼イベント出演の際は榊テルオに加え、一部の楽曲のボーカルを中将タカノリが担当した。
2025年、榊、宇野山、堀に加え中将の4人で再結成し、ゲストドラマーとして瞳みのるを迎えて60周年再結成コンサートを開催する。
1967年加藤ヒロシは作曲家として坂本スミ子の「たそがれの御堂筋」（作詞古川益雄）、翌年ザ・フォーク・クルセダーズの「戦争は知らない」（作詞寺山修司）や山口百恵等有名アーチストに楽曲提供を行い、1969年脱退後は、ステージ演出などを兼業し1970年代前半に渡英、現在（2018年）は現地を拠点に映像・音楽などの制作と版権管理を行うビジネスを展開し活動している。
「たそがれの御堂筋」は本来リンド&リンダースが榊テルオのボーカルで歌うために制作した楽曲であった。またシモンズの「忘れられた夕やけ」もリンド＆リンダースのために作曲した曲だと言われている。
関西圏で最初期のプロ・エレキ/ロックバンドという存在で、大阪梅田曾根崎の雑居ビルに事務所を構え…梅田のゴーゴー喫茶(Go Go GT ）経営、馬主(馬名：ラグタイム他）を務めるなど破天荒な活動が知られ、上京後に競馬場で加藤が寺山修司と出会い、その友情に詞を提供されるなどのエピソードは数多く、本業音楽活動では前衛音楽会と称した公演を行ったが、エレキ・インストロメンタルといったLPレコードを発表する機会は無く卓越したその音楽性を後世に伝えられないまま終わった。後年にGS研究家黒沢進は「ザ・リンド&リンダースがLPレコードを出さなかったことはGS七大不思議の一つ」と発言している。

## ディスコグラフィー

### シングル
1. ギター子守唄／ギター子守唄［ギター・ソロ］（1967.2.15）
2. 燃えろサーキット／ドゥ・ザ・クラップ（1967.3.1）両面とも高木和来のソロ。燃えろサーキット作詞は寺山修司
3. 売られたギター／あした陽が昇ったら（1967.8.25）
4. 銀の鎖／恋にしびれて（1968.1.25）
5. 夕陽よいそげ／はなれぼっち（1968.5.25）
6. ハ・ハ・ハ／フォー・デイズ・ラブ［四日の恋］（1968.8.25）
7. 夜明けの十字架／さよならアリババ三世（1968.11.25）

### オムニバス
1. ロック天国【ピーター・ポール&マリー】
  - レッツ・ゴー!グループ・サウンド第2集（1968.3）から